# 中國歷史科 (香港)
中國歷史科（英語：Chinese History），簡稱中史科，為香港中學文憑考試新高中科目中的選修科目之一，同時亦是香港初中課程中的獨立必修科目。 內容圍繞中国历史及部分香港歷史。

## 背景

### 香港中學會考
1965年，中文中學由六年制改為五年制，當時曾為縮短課程而設歷史科，教授中國史及世界史。後於1967年，分拆為世界歷史與中國歷史兩科。但由於分拆後的中史科所包含的朝代未有因而增加，教育司署於1969年4月發函諮詢各學校對於修訂1972年中文中學中史科課程的建議。教育司署稱，修訂後的中史課程將會與英文中學之中史課程更接近。
1974年，中文中學與英文中學的中史科會考合併舉行，當時的中史科範圍包含由商朝至國民革命軍北伐之間歷朝歷代興衰、戰爭等。

### 香港高等程度會考
1979年，香港考試局接辦高等程度會考，設中國歷史科作選修科。

### 香港高級程度會考
不遲於1957年，香港大學入學資格考試（即香港高級程度會考前身）已加入中史一科。1957年，香港大學宣布於1958年起將中史科評核範圍分普通級及高級兩種，範圍如下：
| 普通級 (A)                                                                 | 普通級 (B)                                                                                | 高級                                      | 高級                                                                                  |
| -------------------------------------------------------------------------- | ----------------------------------------------------------------------------------------- | ----------------------------------------- | ------------------------------------------------------------------------------------- |
| 中國歷史之普通知識                                                         | 高中教科□所載之歷史史實，讀任何一種高中本國史教科書均可。杜詔之「讀史論畧」（港大已出版） | 試卷一 考生除具普通級之智識外，並須注意： | 試卷二                                                                                |
| （一）自夏、商、周、秦，漢至滿清各朝代之興起與轉變之大勢，注重時間之演進   | 高中教科□所載之歷史史實，讀任何一種高中本國史教科書均可。杜詔之「讀史論畧」（港大已出版） | （一）中國歷代治亂的因果                  | （一）中國歷史上之學術文化問題                                                        |
| （二）中國歷代之重要都邑與州郡及府州縣與省等設置之重要沿革，注重空間之變遷 | 高中教科□所載之歷史史實，讀任何一種高中本國史教科書均可。杜詔之「讀史論畧」（港大已出版） | （二）中國歷代對外交通的發展              | （二）中國史學名著之初步認識 （所有問題，將在清末之前者）                             |
| （三）中國歷史上各時期之重要人物及其貢獻，注重人物之關係                   | 高中教科□所載之歷史史實，讀任何一種高中本國史教科書均可。杜詔之「讀史論畧」（港大已出版） | （三）歷史上的中國民族之演進              | （三）中國通史 （可參閱錢穆之「國史大綱」、羅香林之「中國通史」、呂思勉「中國通史」） |
| （四）中國歷史上各時期之大事，注重史事之影響                               | 高中教科□所載之歷史史實，讀任何一種高中本國史教科書均可。杜詔之「讀史論畧」（港大已出版） | （四）歷代中國重要制度之特徵              | （四）中國民族史 （可參閱羅香林之「中國民族史」）                                     |

## 爭議

### 1968年英中會考中國歷史科重考
1968年6月5日英文中學會考舉行中國歷史科考試，設一卷，時長3小時，分為兩部分：上半部有3部分，分別是填充題、選擇題及另一形式的選擇題，佔40分；下半部是論文式問題，考生要從四組題目各組選一題作答，佔60分。次日下午，英文中學會考管理委員會宣布，因為接獲投訴指該科試題有「欠當」之處，決定在6月8日上午10時30分在原試場重考下半部，但該委員會無解釋何謂「欠當」。重考時間為2小時，試題數目也由十多題減至共8題。據教育界指，該卷有不少題目與前一年8月出版的一本會考中史科「天書」雷同。該本參考書以假名出版，真實作者身份不明。
1970年，又傳英中中史試題外洩，但當時的會考委員會未有找到實質證據證明。

### 2009年新高中中史課程爭議
2009年，教育局宣布於2009年9月起推行新高中中史課程，儘管有特別提及五四運動與文化大革命，但對六四事件隻字不提。當時的泛民派質疑政府恐懼提起六四事件，避而不談，刻意淡化歷史。而時任教育局局長孫明揚澄清，課程內容並非由政府制訂，而是課程發展議會經廣泛諮詢後編制，學校亦可以選擇於中史及通識科教授六四事件。孫又指出，所有新高中中史教科書實際上都有提及六四。

### 2010年代後課綱爭議

#### 背景
2010年代後，雨傘革命、反對逃犯條例修訂草案運動等社會運動相繼發生，中國政府於2019年末起研議訂立港區國安法及基本法第二十三條，並先後於2020年實施與於2024年三讀通過。鑑於中史科課程包括文化大革命、六四事件等等的中國政治敏感事件，部分教育界人士憂慮教授相關內容會觸犯法例。除此之外，教育局於2016年就初中史科課程修訂展開諮詢，但被批評避而不談六四等敏感事件，僅「高舉盛事」。有教師受訪時曾指出，客觀教授六四等爭議性事件，可引發學生思考，如事件為國家發展帶來好或壞處等，對學生了解中國近代史有著重要作用。

#### 2022年中三教科書修訂爭議
②「六四事件」

1989年4月，北京多間大學的學生藉悼念中共前總書記胡耀邦，發起遊行、請願，反對貪污腐敗。5月，學生開始在天安門廣場靜坐，甚至絕食，要求民主改革。多個大城市的學生和民眾紛紛予以聲援。中共中央總書記趙紫陽曾與學生代表接觸，試圖緩和學運，但是當時的情況已難以遏止。其後，總理李鵬宣布戒嚴，調派軍隊進入北京，並在市內部分地區實行戒嚴。6月4日凌晨，戒嚴部隊進入天安門廣場展開清場行動，武力驅散學生和民眾，釀成傷亡，是為「六四事件」。——摘錄自現代教育研究社就教育局新課程出版之《現代初中中國歷史（第二版）三》
2022年6月，齡記、雅集和現代出版社就教育局新課程，推出修訂版的中國歷史科中三級教科書，並於2022-23學年起取締其舊版本。由於修訂的內容包含六七暴動、六四事件、文化大革命、中国抗日战争等敏感議題，加上當時香港已經實施港區國安法，導致改版內容受到廣泛關注。根據報導，三間出版社的新版教科書刪去了如民主女神、天安門絕食、六四清场死傷人數等等的圖片、文字與數據。有參與編輯的匿名教育工作者認為，該版本的教科書為了避免觸犯法例，刪去了諸如維園六四燭光晚會等照片，又避談港人對六四事件的反應（如民主歌聲獻中華、維園燭光晚會等），容易使學生誤以為六四事件為中國大陸內部政治事件，與香港無關。有意見亦認為，六四運動與五四運動、雨傘運動等有著一脈相承之關係，故有其重要性。

## 註腳
1. ↑  即中一至中三

## 外部連結
- 教育局中國歷史課程及評估指引 (中四至中六) （页面存档备份，存于）
- 香港中學文憑甲類 - 新高中科目選修科目: 中國歷史 （页面存档备份，存于）